# 갈바닉 부식

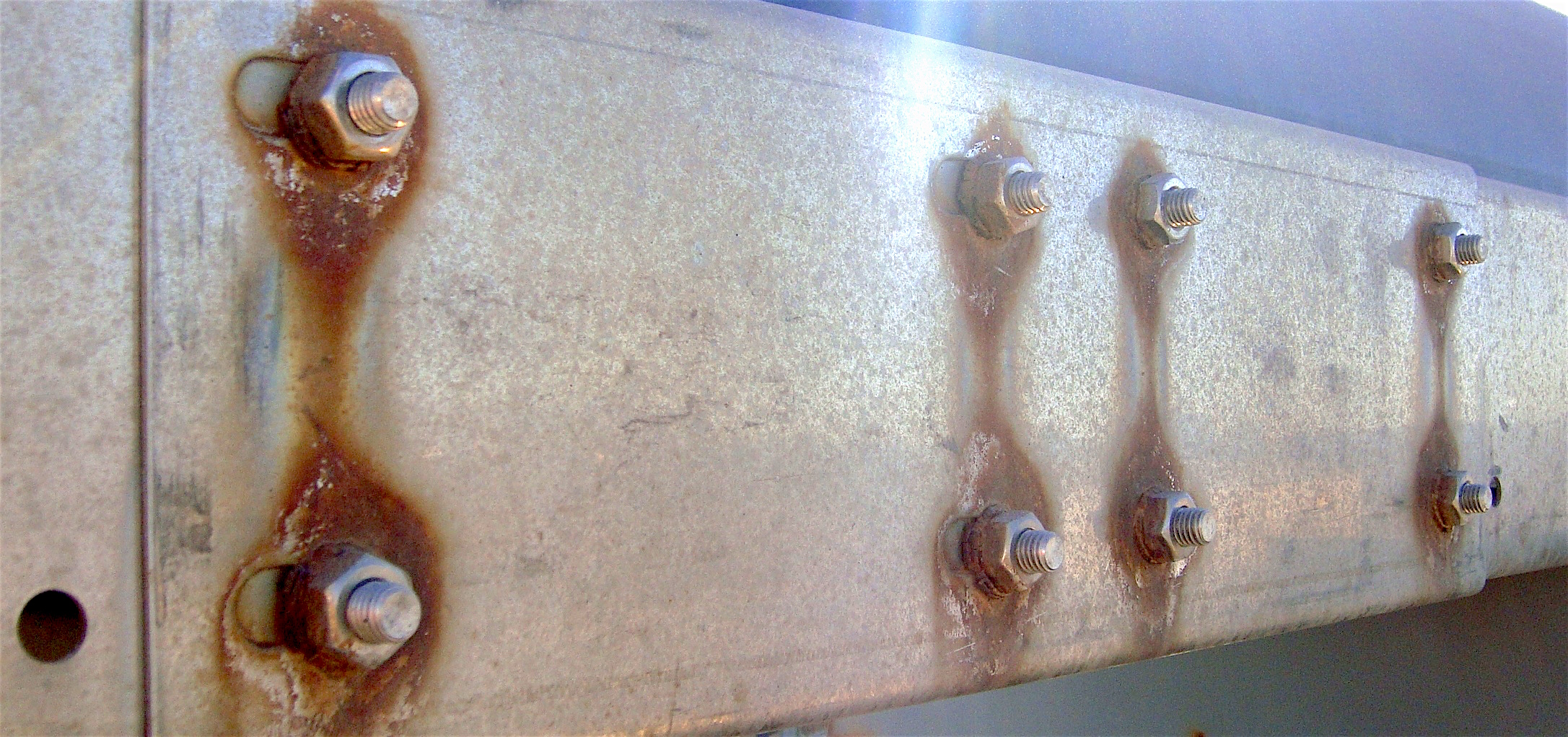
스테인리스 볼트 주변이 갈바닉 부식된 연강 사다리

이종금속 부식(영어: Dissimilar metal corrosion) 또는 갈바닉 부식(영어: Galvanic corrosion)은 전해질 속에서 서로 다른 두 금속이 전기적으로 접촉할 때 전위차에 의해 한 금속이 우선적으로 부식되는 과정으로,  갈바닉 부식의 결과 음극이 된 금속은 부식이 억제되며, 양극이 된 금속은 부식이 촉진된다.

## 같이 보기
- 부식